# Земеподобна планета
Земеподобна планета е планета, изградена предимно от силикатни скали. Земеподобните планети се различават съществено от газовите гиганти, които нямат твърда повърхност и са съставени главно от водород, хелий и вода в разнообразни агрегатни състояния. Всички земеподобни планети имат приблизително една и съща структура: металическо ядро, съставено предимно от желязо и обхванато от силикатна мантия. Луната има подобна структура, но няма значително желязно ядро. За земеподобните планети са характерни каньони, кратери, планини и вулкани.
В Слънчевата система има четири земеподобни планети: Меркурий, Венера, Земя и Марс. В ранните стадии на слънчевата система сигурно е имало много повече земеподобни планети, но повечето от тях са били изхвърлени от Слънчевата система или са били погълнати от други планети. Само Земята от всички земеподобни планети има активна хидросфера.

Първи ред, от ляво надясно: Меркурий, Венера (без атмосферата си), Земята и Луната, Марс и четирите най-големи астероида от астероидния пояс (от ляво по часовниковата стрелка: 1 Церера, 2 Палада, 4 Веста и 10 Хигея).

Втори ред: галилеевите луни на Юпитер (Йо, Европа, Ганимед и Калисто) и сатурновия спътник Мимас.

Трети ред: сатурновите спътници Енцелад, Тетида, Диона, Рея и Титан.

Четвърти ред: сатурновия спътник Япет, урановите спътници Миранда, Ариел, Умбриел и Титания.

Пети ред: урановия спътник Оберон, нептуновите спътници Протей и Тритон и на последно място Плутон и Харон.

Заден фон: Слънцето (за сравнение), също е пропорционален размер.